# Saosin
I Saosin sono un gruppo musicale statunitense proveniente da Newport Beach. Formatisi durante l'estate 2003, sono rinomati per la potenza della voce e la melodia delle chitarre. Il loro stile è stato descritto più volte come post-hardcore, emo, e screamo..

## Origine del nome
L'ex cantante, Anthony Green, ha suggerito il nome "Saosin" per la band. Il termine deriva dall'espressione cinese "xiao xin", che significa "attento", e che può venir tradotta letteralmente anche come "piccolo cuore". Green ha spiegato che il significato di questo nome è un riferimento alla morte di tutte le cose, al concetto che vede, anche in filosofia, nulla essere eterno. Saosin è anche il titolo di un brano del primo album della sua band al college, gli Audience of One, intitolato I Remember When This All Meant Something.

## Storia

### Gli inizi -Translating The Name(2003–2004)
La prima formazione dei Saosin, comprendente Beau Burchell, Justin Shekoski e l'ex cantante Anthony Green, si unì nel 2003. Il 17 giugno, la band pubblicò il primo EP Translating the Name. Il successo fu immediato, grazie alla popolarità avuta in forum e siti di musica online.
Divennero noti per lo stile caratteristico prima ancora che il primo studio album fosse pubblicato, e furono acclamati a furor di popolo in siti di musica e di social networking, soprattutto MySpace.
Il batterista Pat Magrath e il bassista Zach Kennedy lasciarono la formazione molto presto. Kennedy abbandonò il progetto per motivi personali, bramando il successo nel campo dell'arte. Fu rimpiazzato più tardi da Chris Sorenson che diverrà uno dei membri più attivi all'interno della band. Magrath, già tecnico della batteria per gli Slayer, non era mai entrato ufficialmente nella formazione; secondo Burchell, fu contattato per registrare il primo EP, Translating the Name, e fu rimpiazzato da Alex Rodriguez subito dopo.
Poco dopo la pubblicazione dell'EP, i Saosin iniziarono un tour negli USA assieme alle band Boys Night Out e Anatomy of a Ghost.

### Il nuovo cantante -Saosin EP(2004–2006)
Nel febbraio del 2004, il cantante Anthony Green lasciò i Saosin e formò la band Circa Survive. Gli altri membri della band attribuirono la dipartita di Green al suo uso di diverse droghe, tra cui cocaina. I Saosin finirono comunque il tour americano Warped Tour con Philip Sneed dei Story of the Year alla voce. Un'audizione pubblica iniziò subito dopo la fine del tour.
Dopo la fine dell'audizione e l'utilizzo di numerosi ospiti nei demo, il diciannovenne Cove Reber, già cantante delle band emergenti Mormon in the Middle e Stamp Out Detroit, fu annunciato ufficialmente come nuova voce dei Saosin. Reber si aggiudicò il posto grazie ad una demotape contenente una sua performance acustica di Mookie's Last Christmas.
La sostituzione del carismatico frontman Green non fu facile per Reber, ancora senza esperienza sui grandi palchi. Sebbene Reber avesse un elevatissimo potenziale vocale, non era ancora in grado di esprimerlo al massimo se non in studio. Durante i live, infatti nel suo cantato si denotavano stonature e cali di un certo spessore nel suo cantato a differenza del più professionale Green. Questo, unito alla non eccelsa presenza scenica sul palco, scatenò non poche critiche da parte di diversi fans.
Dopo il tour invernale "Taste of Chaos", la band firma con la Capitol Records in marzo, ripete il "Warped Tour" per la seconda volta e pubblicano il Saosin EP, inteso prima come demo gratuito, poi venduto per conto della Capitol Records. Contiene versioni demo di pezzi poi inseriti nel primo album. Durante il tour registrano inoltre il video per il primo singolo, Bury Your Head. Il tour continua per il resto del 2005, con numerose aperture per band come Avenged Sevenfold e Coheed And Cambria.

### Saosin(2006)
Dopo una pausa tra febbraio e giugno, il "Warped Tour 2006" e numerose apparizioni e comparsate in demo e compilation, i Saosin pubblicano il primo album, Saosin, il 26 settembre 2006. Howard Benson fu contattato come produttore, rinomato già per aver prodotto Motörhead e My Chemical Romance. L'album vendette 35 000 copie durante la prima settimana. Il disco vide la band cambiare tono, che divenne più leggero, meno orientato all'hardcore, come invece erano definiti ai primordi; nonostante questo la band dichiara di non aver per nulla alleggerito la carica durante le esibizioni live.
Dopo l'uscita dell'album, la band divenne più regolare e sicura di prima. Saosin marca così un nuovo inizio per la band, dopo l'insicuro periodo conseguente la dipartita di Green nel 2004.

### Tour 2006-2007
Per il resto del 2006, i Saosin parteciparono al tour internazionale "Taste of Chaos", suonando fuori dagli USA per la prima volta. Ritornarono poi in tournée negli Stati Uniti assieme ai Senses Fail e ai Bleeding Through. Continuarono a girare locali e palcoscenici per l'intero 2007 insieme a Senses Fail, Alexisonfire, The Sleeping e Drop Dead, Gorgeous.
In febbraio si uniscono al tour "Taste of Chaos 2007". Tra aprile e giugno visitano l'Europa, l'Australia, il Giappone e l'Indonesia. Ritornati negli USA, continuano il tour da headliners insieme a Poison The Well, The Receiving End of Sirens, Fiore e Flight 409.
A fine estate 2007, partecipano al Projekt Revolution tour, che come headliner aveva i Linkin Park. Le altre band partecipanti sono Placebo, My Chemical Romance e HIM. Terminato questo tour, girano ancora Stati Uniti e Canada con Alexisonfire, Envy On The Coast, Norma Jean e The Dear And Departed. Dopo la parte canadese del tour, terminano l'anno con alcune date in Inghilterra.

### 2008: Tour e secondo album
Dal 21 gennaio 2008 è ricominciato ufficialmente il tour dei Saosin insieme a Armor For Sleep, Meriwether e The Bled. Ad alcune date di febbraio hanno partecipato anche i Fear Before The March Of Flames. Tra febbraio e marzo si spostano anche in Australia, poi a Singapore dove aprono per il primo live del "Light Grenades Tour" degli Incubus, il 7 marzo. Prima di ritornare negli USA suonano a Bali, nelle Hawaii ed in Messico. Dopo due show conclusivi in California nel mese di aprile, il tour si ferma. Sul loro MySpace è stata recentemente annunciata la registrazione, finora in corso, del nuovo album, che uscirà nei primi mesi del 2009.
Nel luglio 2010 viene annunciata l'uscita dal gruppo di Cover Reber.

### 2014-oggi: Ritorno sulle scene
Nel 2014 il gruppo ritorna ad esibirsi dal vivo dopo diversi importanti cambi di formazione, con il ritorno di Anthony Green, che aveva lasciato il gruppo rispettivamente nel 2004.
Nel maggio 2016 esce il terzo disco del gruppo Along the Shadow.

## Discografia

### Album in studio
- 2006 - Saosin
- 2009 - In Search of Solid Ground
- 2016 - Along the Shadow

### EP
- 2003 - Translating the Name
- 2005 - Saosin
- 2008 - The Grey

### Album live
- 2008 - Come Close

### Videografia
- 2008 - Come Close (live)

### Tracce su compilation
- 200] - Mookie's Last Christmas nell'album A Santa Cause: It's a Punk Rock Christmas
- 2004 - I Can Tell There Was an Accident Here Earlier nell'album Music on the Brain Volume 1
- 2005 - Penelope (Acoustic) (cover dei Pinback) sull'album The Mission Family Spring Sampler 05
- 2006 - I Wanna Hear Another Fast Song (Live) sull'album The Best of Taste of Chaos (solo edizione UK)
- 2006 - Sleepers (Demo)  sull'album Take Action! Volume 5
- 2007 - Sleepers (Live Recording) sull'album Chew It Out!: Stride Gum CD Sampler
- 2007 - Time After Time (Acoustic) (cover di Cyndi Lauper) sull'album Sessions@AOL

### Demo
- 2003 - Instrumental Demos
- 2003 - I Can Tell There Was An Accident Here (Demo)
- 2003 - I Have Become What I've Always Hated
- 2004 - Instrumental Demos
- 2004 - Mookie's Last Christmas (Acoustic Audition) (con Cove Reber)
- 2005 - Come Close Instrumental Demo
- 2005 - Capitol Demos

### Altre collaborazioni ed apparizioni
- 2005 - Bury Your Head sull'album Atticus... Dragging the Lake Volume 3
- 2006 - Voices sull'album 2007 KROQ New ROQ
- 2007 - Follow and Feel sull'album The Best of Taste of Chaos Two
- 2007 - Sleepers sull'album ATV Offroad Fury Pro
- 2007 - Collapse sull'album Burnout Dominator
- 2007 - Collapse sull'album Saw IV: Original Motion Picture Soundtrack
- 2008 - Collapse sull'album Burnout Paradise

### Video musicali
- 2003 - Seven Years (dall'album Translating the Name)
- 2003 - 3rd Measurement in C (dall'album Translating the Name)
- 2005 - Bury Your Head (dall'album Saosin EP)
- 2006 - Voices (Live Water Street Music Hall - Rochester, NY) (dall'album Saosin EP)
- 2007 - Voices (dall'album Saosin EP)
- 2007 - You're Not Alone (dall'album Saosin EP)